# 岐阜県幼稚園の廃園一覧
岐阜県幼稚園の廃園一覧（ぎふけんようちえんのはいえんいちらん）は、岐阜県内の廃園となった幼稚園の一覧。対象となるのは、学制改革（1947年）以降に廃園となった幼稚園、及び分園である。園名は廃園当時のもの。廃園時に幼稚園（分園）が所在していた自治体がその後、合併により消滅している場合は、現行の自治体に含む。その他、現在休園中の県内の幼稚園や分園も事実上廃園となっているものが多いため、参考として本項に記載する。
（）内は、廃園になった年（もしくは、休園の措置が取られた年）、統合先の幼稚園など。明確な月日が記載されていないものは、3月31日付の廃園とする。

## 岐阜市
- 円徳寺幼稚園（休園開始時期不詳）[1]
- 岐阜明道幼稚園（1981年）[2]
- 済美幼稚園（1989年）[3]
- ゆりかご幼稚園（休園[1]）
- 岐阜市立岐阜北幼稚園（2013年）
- 岐阜市立大洞幼稚園（2014年社会福祉法人宝和会へ譲渡され大洞こども園へ）[4]
- カトレヤ幼稚園（2017年カトレヤこども園へ移行）[5]
- かぐや第二幼稚園（2019年かぐや第二こども園へ移行）[6]
- かぐや第一幼稚園（2020年かぐや第一こども園へ移行）[7]
- 若草第二幼稚園（2020年7月）[8]

## 大垣市
- 大垣市立綾里幼稚園（2005年あやさと保育園と統合し大垣市立綾里幼保園へ）
- 大垣市立赤坂幼稚園（2005年赤坂保育園と統合し大垣市立赤坂幼保園へ）
- 大垣市立青墓幼稚園（2005年青墓保育園と統合し大垣市立青墓幼保園へ）
- 大垣市立日新幼稚園（2005年日新保育園と統合し大垣市立日新幼保園へ）
- 大垣市立荒崎幼稚園（2005年荒崎保育園と統合し大垣市立荒崎幼保園へ）
- 大垣市立南幼稚園（2019年）
- 大垣市立江東幼稚園（2019年）[9]
- 大垣市立小野幼稚園（2019年三城保育園と統合し大垣市立三城幼保園へ）[10]
- 大垣市立東幼稚園（2022年）[11]
- 大垣市立宇留生幼稚園（2022年）[12]
- 大垣市立興文幼稚園（2023年）[13]
- 大垣市立中川幼稚園（2023年）[13]
- 大垣市立静里幼稚園（2024年）[14]

## 多治見市
- 菫北幼稚園
- 菫南幼稚園（2020年）[15]

## 関市
- 関幼稚園〈旧〉（2023年[16]幼保連携型認定こども園関幼稚園〈新〉[17]へ移行）

## 中津川市
- 南さくら幼稚園〈旧〉（2019年幼保連携型認定こども園南さくら幼稚園〈新〉へ移行）[18]
- 中津川市立坂本幼稚園（2020年中津川市立坂本保育園と統合し中津川市立坂本こども園へ）[19]
- 中津川市立山口幼稚園（2022年中津川市立山口こども園へ移行）[20]
- 中津川市立南幼稚園（2024年中津川市立中津川幼稚園へ統合）[21]
- 中津川市立西幼稚園（同上）[21]
- 蛭川村立小学校付属幼稚園（1993年蛭川村立蛭川保育所〈現：中津川市立蛭川こども園〉へ統合）[22]

## 美濃市
- 美濃ふたば幼稚園（2021年美濃ふたばこども園へ移行）[23]

## 瑞浪市
- 中京幼稚園（2022年[24]中京こども園[25]へ移行）

## 恵那市
- 恵那市立長島幼稚園（1987年二葉幼稚園へ統合）[26]
- 恵那市立二葉幼稚園（2015年恵那市立二葉こども園となるも、2019年廃園）[26]

## 美濃加茂市
- 古井幼稚園（休園開始時期不詳）[1]
- 山手幼稚園〈旧〉（2019年幼稚園型こども園山手幼稚園〈新〉へ移行）[27]
- たから幼稚園〈旧〉（2022年認定こども園たから幼稚園〈新〉へ移行）[28]

## 土岐市
- 土岐市立下石小学校附属幼稚園（2020年土岐市立下石保育園および土岐市立山神保育園と統合し土岐市立西部こども園へ）[29]

## 各務原市
- 各務原市立蘇原幼稚園（2005年）[30]
- うぬま中央幼稚園（休園[1]）
- 尾崎幼稚園（休園[1]）

## 本巣市
- いづみ北幼稚園（休園開始時期不詳）[1]
- 糸貫町立糸貫幼稚園（2001年本巣市立糸貫西幼児園〈当時：糸貫町立〉[31]と本巣市立糸貫東幼児園〈当時：糸貫町立〉[32]へ再編）

## 郡上市
- 妙高幼稚園〈旧〉（2015年幼稚園型認定こども園妙高幼稚園〈新〉へ移行）[33]
- 認定こども園白鳥幼稚園（2021年白鳥保育園と統合し学校法人白鳥学園白鳥こども園へ）[34]

## 海津市
- 海津市立石津小学校附属幼稚園[35]（2011年南部保育園と統合し石津認定こども園へ）[36]
- 海津市立高須幼稚園（2011年高須保育園と統合し高須認定こども園へ）[37][注釈 1]
- 海津市立城山幼稚園（2016年）[35]
- 海津市立下多度幼稚園（2018年）[38]

## 養老郡
- 養老町立笠郷幼稚園（廃園時期不詳）[注釈 2]

## 不破郡
- 垂井町立合原幼稚園（2021年）[40]
- 垂井町立宮代幼稚園（2021年[41]垂井町立宮代こども園[42]へ移行）
- 垂井町立岩手幼稚園（2021年[43]垂井町立岩手こども園[44]へ移行）
- 垂井町立府中幼稚園（2021年[45]垂井町立府中こども園[46]へ移行）
- 垂井町立表佐幼稚園（2021年[47]垂井町立表佐こども園[48]へ移行）

## 本巣郡
- 北方町立幼稚園（2023年[49]北方町立こども園[50]へ移行）